# Alstroemeria discolor
Alstroemeria discolor este o specie de plante monocotiledonate din genul Alstroemeria, familia Alstroemeriaceae, descrisă de Pierfelice Ravenna. Conform Catalogue of Life specia Alstroemeria discolor nu are subspecii cunoscute.